# Zeta Reticuli
Zeta Reticuli (ζ Reticuli), je dvojhvězda souhvězdí Sítě, viditelná pouhým okem z jižní polokoule. Nachází se ve vzdálenosti asi 39,28 světelných roků (12 parseků) od Země. Obě hvězdy mají charakteristiky velmi podobné našemu Slunci (jen o 1,5–4 % menší hmotnost a 1–8 % menší průměr). Spadají do Zeta Herculis – skupiny hvězd, které sdílejí stejný původ a směr. Hvězdy této dvojhvězdy se značí ζ1 a ζ2.